# Teiuș
Teiuș, mai demult Tiuș (în maghiară Tövis, în trad. „Spini“, în germană Dornstadt, Dornen, în trad. „Spini“, alternativ Dreikirchen, în trad. „Trei Biserici“) este un oraș în județul Alba, Transilvania, România, format din localitatea componentă Teiuș (reședința), și din satele Beldiu, Căpud, Coșlariu Nou și Pețelca.

## Istoric
Pe teritoriul localității au fost descoperite urme de locuire ce indică prezență unei așezări în acest loc încă din Epoca Bronzului (Cultura Nouă) și Epoca Fierului (Hallstatt).
Este atestat documentar din anul 1290. A primit statutul de târg (lat. „oppidum“) în anul 1603, fiind un renumit târg de vite.
Prima menționare documentară datează din anul 1290 în documente papale, sub numele de Villa Spinarum iar mai târziu sub numele de Thyues, Tyuis, Oppidum Teowys.
Se pare că pe timpul regelul Matia Corvin orașul purta rangul de oraș regesc sub numele de Thywys, însă ulterior orașul cunoaște o perioadă de declin și revine în categoria așezărilor rurale.
În perioada interbelică a fost reședința Plășii Teiuș, cu o populație de aproximativ 25.000 de locuitori.
Teiușul a fost declarat oraș prin legea nr. 66 din 15 iulie 1994.

## Geografie
Orașul Teiuș este situat la poalele de est ale  munților Trascăului  , pe malul drept al râului Mureş  . Se află la aproximativ 80 km de Cluj Napoca, și la 20 km de Alba Iulia, reședința județului. Localitatea se afla la intersecția  drumurilor naționale   DN1 și DN14B. Din centru se ramnifica DJ750C, care se îndreaptă spre Mănăstirea Râmeț, respectiv DC19 care asigura legătura dintre Teiuș și Căpud.

## Hidrografie
Orașul este traversat în  centru de râul Geoagiu . La o foarte mică distanță de localitate se afla râul Mureș (aprox. 5 km de centru), respectiv râul Târnava (6 km de centru), care se varsă în Mureș, în apropiere de Teiuș (la Coșlariu Nou ) .

## Demografie
Componența etnică a orașului Teiuș
     Români (80,83%)
     Romi (7,13%)
     Maghiari (2,79%)
     Alte etnii (0,1%)
     Necunoscută (9,15%)
Componența confesională a orașului Teiuș
     Ortodocși (72,8%)
     Greco-catolici (10,56%)
     Reformați (2,58%)
     Romano-catolici (1,19%)
     Alte religii (3,12%)
     Necunoscută (9,75%)
Conform recensământului efectuat în 2021, populația orașului Teiuș se ridică la 6.308 locuitori, în scădere față de recensământul anterior din 2011, când fuseseră înregistrați 6.695 de locuitori. Majoritatea locuitorilor sunt români (80,83%), cu minorități de romi (7,13%) și maghiari (2,79%), iar pentru 9,15% nu se cunoaște apartenența etnică. Din punct de vedere confesional, majoritatea locuitorilor sunt ortodocși (72,8%), cu minorități de greco-catolici (10,56%), reformați (2,58%) și romano-catolici (1,19%), iar pentru 9,75% nu se cunoaște apartenența confesională.

## Politică și administrație
Orașul Teiuș este administrat de un primar și un consiliu local compus din 15 consilieri. Primarul, Mirel-Vasile Hălălai[*], de la Partidul Social Democrat, este în funcție din 2012. Începând cu alegerile locale din 2024, consiliul local are următoarea componență pe partide politice:
|  | Partid                          | Consilieri | Componența Consiliului | Componența Consiliului | Componența Consiliului | Componența Consiliului | Componența Consiliului | Componența Consiliului |
|  | ------------------------------- | ---------- | ---------------------- | ---------------------- | ---------------------- | ---------------------- | ---------------------- | ---------------------- |
|  | Partidul Social Democrat        | 6          |                        |                        |                        |                        |                        |                        |
|  | Partidul Național Liberal       | 5          |                        |                        |                        |                        |                        |                        |
|  | Alianța pentru Unirea Românilor | 3          |                        |                        |                        |                        |                        |                        |
|  | Forța Dreptei                   | 1          |                        |                        |                        |                        |                        |                        |

## Gara Teiuș

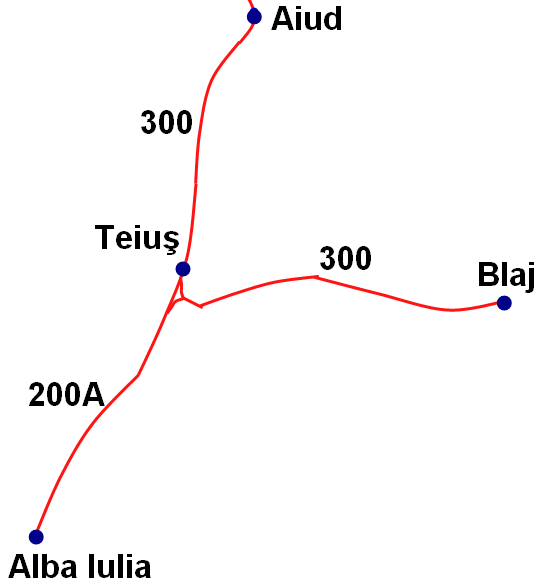
Nodul feroviar Teiuş

Teiușul este un important nod feroviar, gara Teiuș aflându-se la intersecția magistralelor CFR 300 (calea ferată Brașov-Teiuș) și a secției 200A (Alba-Iulia-Teiuș) a magistralei 200.
Gara Teiuș a fost construită de „Societatea căilor ferate ungare de est” și inaugurată la 20 noiembrie 1871, ziua în care a fost dată în funcțiune linia Teiuș-Alba Iulia.
O nouă clădire a gării a fost finalizată în 1908. Gara Teiuș este și în prezent cea mai mare gară din județul Alba.

## Lăcașuri de cult

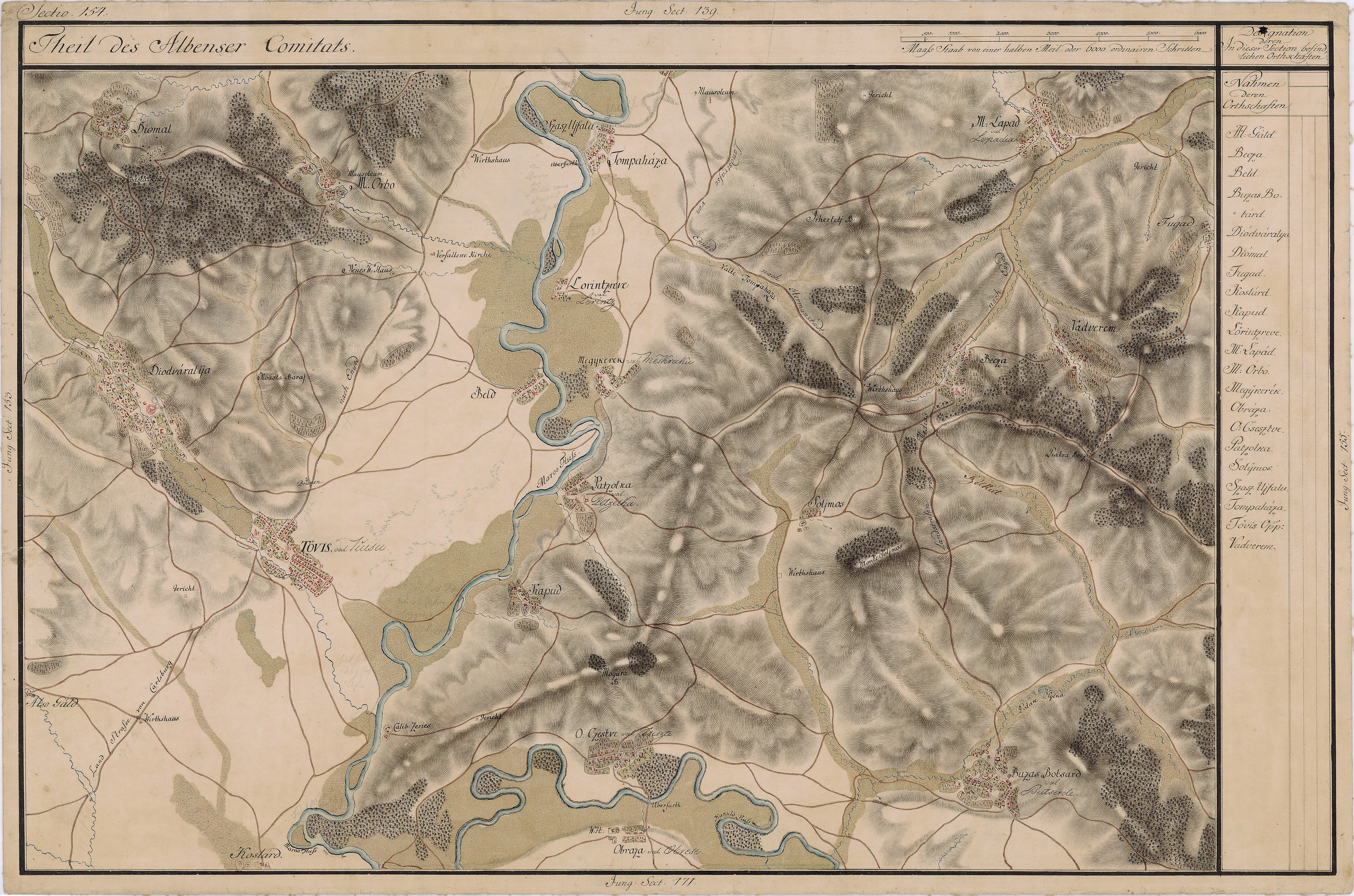
Teiuş pe Harta Iosefină a Transilvaniei, 1769-73

- Biserica Reformată-Calvină, construită în stil romanic, cu elemente de gotic timpuriu. A fost terminată în anul 1379. Decorațiile interioare sunt din secolul al XVIII-lea.
- Mănăstirea romano-catolică, în partea de nord a Teiușului. Ctitorie a lui Iancu de Hunedoara. Construcția a fost finalizată în timpul lui Matia Corvin.
- Biserica Română Unită „Intrarea în Biserică a Maicii Domnului” (sec. al XVI-lea), monument istoric.
- Biserica Sfântul Nicolae [9]

## Personalități
- Ioan Bălan (1880 - 1959), episcop român unit (greco-catolic), victimă a regimului comunist, beatificat în 2019;
- Iacob Domșa (1878 - 1941), delegat în Marea Adunare Națională de la Alba Iulia;
- Ferenc Székelyhidy⁠(d) (1885 - 1954), tenor la Opera de Stat din Budapesta⁠(d), profesor de muzică;
- János László (n. 1925), medic, rector al UMF Târgu Mureș;
- Norica Câmpean (n. 1972), atletă;
- Vlad Domșa (n. 2003), fotbalist.

## Monumente
- Monumentul Eroului. Monumentul a fost ridicat de familia eroului Popa Grigore, căzut în Al Doilea Război Mondial, fiind amplasat în cimitirul ortodox din Teiuș. Monumentul este de tipul placă memorială, fixată pe mormântul eroului și are dimensiunile de 50/120 cm. Pe placa de marmură este următorul înscris: „EROU LOCOTENENT post mortem /Cavaler al ordinului M. VITEAZUL/ născut 1921 - dec.1944“.
- Troița